# Cedeira
Cedeira é um município da Espanha na província
da Corunha,
comunidade autónoma da Galiza, de área 85,86 km² com
população de 7482 habitantes (2007) e densidade populacional de 87,08 hab/km².

## Demografia
| Variação demográfica do município entre 1991 e 2004 | Variação demográfica do município entre 1991 e 2004 | Variação demográfica do município entre 1991 e 2004 | Variação demográfica do município entre 1991 e 2004 |
| --------------------------------------------------- | --------------------------------------------------- | --------------------------------------------------- | --------------------------------------------------- |
| 1991                                                | 1996                                                | 2001                                                | 2004                                                |
| 7673                                                | 7750                                                | 7500                                                | 7477                                                |

## Patrimônio edificado
- Santuário de Santo André de Teixido

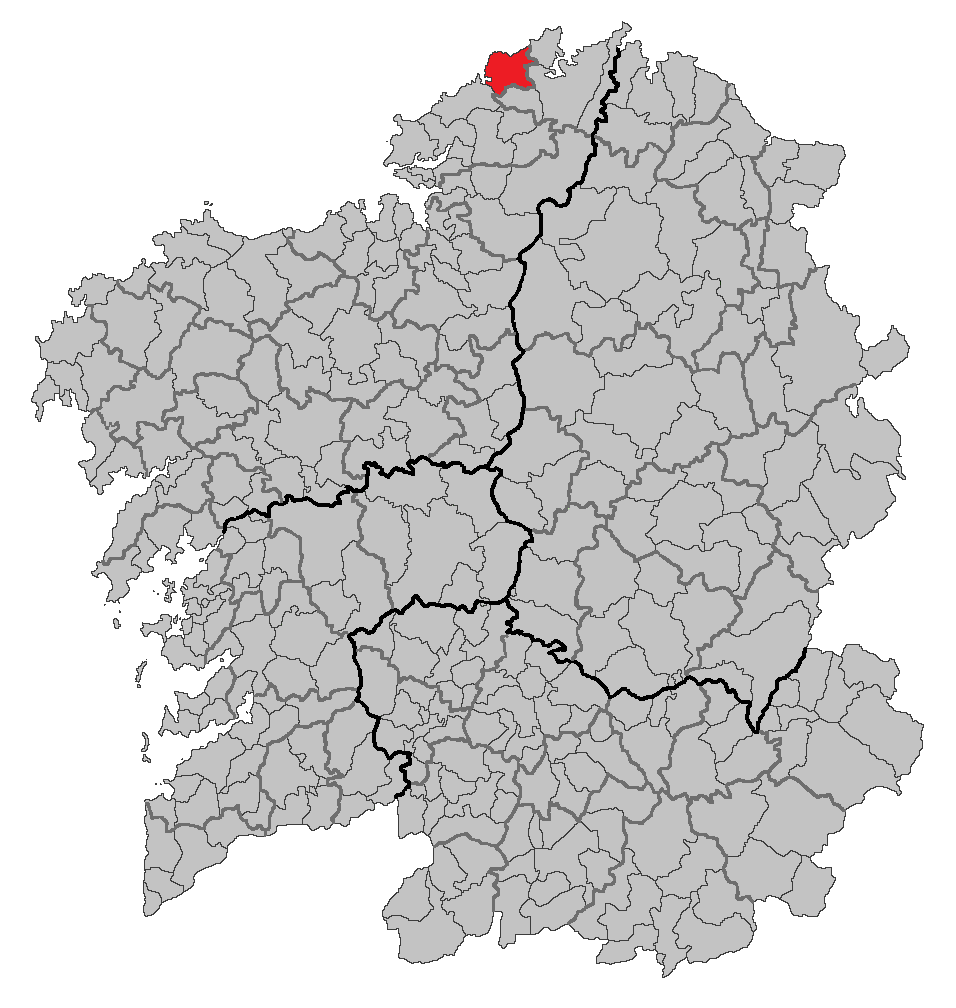
Localização de Cedeira

- Punta Candieira (farol)